# Kevin Brownlow
Pour les articles homonymes, voir Brownlow.
Kevin Brownlow est un réalisateur anglais, et un historien du cinéma, né le 2 juin 1938 à Crowborough (Sussex de l'Est).

## Parcours
Kevin Brownlow est l'un des grands spécialistes de l'histoire du cinéma muet, auquel il a consacré une large partie de sa carrière.
On lui doit notamment la reconstitution la plus importante du Napoléon d'Abel Gance, auquel il a consacré une vingtaine d'années, identifiant 19 versions différentes. On lui doit également de nombreux travaux, sous forme de livres et de films, sur cette période du cinéma : Buster Keaton, D. W. Griffith, Charles Chaplin ont ainsi fait l'objet de films documentaires dont il est l'auteur.
Il a également réalisé, plusieurs films de fiction, notamment En Angleterre occupée (It Happened Here), en 1962, coréalisé avec Andrew Mollo (en), histoire-fiction qui raconte l'occupation de l'Angleterre après son invasion par les nazis en 1940 ; il est aussi l'auteur de Winstanley  (1975) qui montre l'histoire authentique d'un groupe de protestants du Surrey, qui tenta d'établir, en 1649, une communauté agricole fondée sur un communisme chrétien.
Il a reçu un Oscar d'honneur (Honorary Award), qui lui a été remis lors de la cérémonie des Governors Awards, le 13 novembre 2010,. Ce prix a été mentionné, en présence des lauréats, lors de la 83e cérémonie des Oscars, le 27 février 2011.

## Filmographie

### Cinéma
- 1962 : Nine, Dalmuir West
- 1965 : En Angleterre occupée (It Happened Here)
- 1968 : Abel Gance: The Charm of Dynamite
- 1975 : Winstanley
- 1980 : Hollywood: A Celebration of the American Silent Film
- 1983 : Millay at Steepletop
- 1993 : D.W. Griffith: Father of Film
- 2005 : Garbo
- 2005 : I'm King Kong!: The Exploits of Merian C. Cooper

### Télévision
- 1983 : Unknown Chaplin
- 1987 : Buster Keaton: A Hard Act to Follow
- 1995 : Loin de Hollywood, l'art européen du cinéma muet (Cinema Europe: The Other Hollywood)
- 1998 : Universal Horror
- 2000 : Lon Chaney: A Thousand Faces
- 2002 : The Tramp and the Dictator
- 2004 : Cecil B. DeMille: American Epic
- 2004 : So Funny It Hurt: Buster Keaton & MGM

## Publications
Liste partielle
- Hollywood - Les Pionniers (trad. Bernard Eisenschitz), Calmann-Lévy, 1981 ; Ramsay, 1999
- David Lean - Une vie de cinéma (trad. Catherine Gaston-Mathé), Cinémathèque française, 2003
- (en) The Parade's Gone By, Alfred A. Knopf, New York, 1968 ; University of California Press, 1997 ; La parade est passée, Actes Sud/Institut Lumière, 2011
- (en) Napoléon, Abel Gance Gance's Classic Film, Alfred A. Knopf, New York, 1983 ; Napoléon, le grand classique d'Abel Gance, Armand Colin, Paris, 2012
- (en) How It Happened Here, Londres, Secker & Warburg, 1968 ; En Angleterre occupée - Journal d'un tournage, La Tour verte, 2014  (ISBN 9782917819265)